# Nado sincronizado no Campeonato Europeu de Esportes Aquáticos de 2016 - Rotina técnica equipes
A prova da rotina técnica equipes do nado sincronizado no Campeonato Europeu de Esportes Aquáticos de 2016 ocorreu no dia 9 de maio em Londres, no Reino Unido. 

## Calendário
| Fase  | Data      | Hora  |
| ----- | --------- | ----- |
| Final | 9 de maio | 16:30 |

Todos os horários estão no horário local (UTC+0)

## Medalhistas
| Ouro | Prata | Bronze |
| Rússia · Vlada Chigireva · Marina Goliadkina · Svetlana Kolesnichenko · Alexandra Patskevich · Elena Prokofyeva · Alla Shishkina · Maria Shurochkina · Gelena Topilina · Liliia Nizamova (reserva) · Darina Valitova (reserva) | Ucrânia · Lolita Ananasova · Olena Grechykhina · Daria Iushko · Oleksandra Sabada · Kateryna Sadurska · Anastasiya Savchuk · Kseniya Sydorenko · Anna Voloshyna · Olga Kondrashova (reserva) · Olha Zolotarova (reserva) | Itália · Elisa Bozzo · Beatrice Callegari · Camilla Cattaneo · Francesca Deidda · Costanza Ferro · Manila Flamini · Mariangela Perrupato · Sara Sgarzi · Linda Cerruti (reserva) · Gemma Galli (reserva) |

## Resultados
Esses foram os resultados da competição.
| Pos.              | Nacionalidade |         |
| Pos.              | Nacionalidade | Pontos  |
| ----------------- | ------------- | ------- |
| Medalha de ouro   | Rússia        | 94.0994 |
| Medalha de prata  | Ucrânia       | 92.0844 |
| Medalha de bronze | Itália        | 88.9053 |
| 4                 | França        | 84.1392 |
| 5                 | Grécia        | 83.2684 |
| 6                 | Suíça         | 80.1315 |
| 7                 | Bielorrússia  | 79.4584 |
| 8                 | Reino Unido   | 76.9850 |
| 9                 | Israel        | 70.7897 |
| 10                | Portugal      | 68.2817 |